# کابل‌کشی ساخت‌یافته

## تعریف
کابل‌کشی ساخت‌یافته (به انگلیسی:Structured Cabling)به زیرساخت‌های کابل‌کشی جهت ایجاد ارتباط میان اجزاء شبکه در محیط یک ساختمان یا یک فضای خاص گفته می‌شود. در واقع می‌توان کابل‌کشی ساخت‌یافته را مجموعه‌ای از اصول و روش‌های استاندارد دانست که این مجموعه، خود به زیر مجموعه‌هایی تقسیم می گردد. منظور از زیر مجموعه، بلوک‌های قابل کنترلی است که تجهیزات شبکه در هر بلوک، مستقل از تجهیزات موجود در سایر بلوک‌ها مدیریت و نگهداری می‌شوند.

## اجزاء سیستم کابل‌کشی ساخت‌یافته
به‌طور کلی، اجزاء کابل‌کشی ساخت‌یافته به پنج قسمت اصلی  تقسیم می‌شود که هر کدام از این قسمت ها، دارای ویژگی‌ها و استانداردهای مشخص شده‌ای می‌باشند. این قسمت‌ها عبارت اند از:
- نقطهٔ علامت‌گذاری (Demarcation point): منظور از نقطه علامت گذاری، محلی در نزدیکی ساختمان (یا داخل آن) است که کابل‌کشی شرکت مخابرات به پایان رسیده و کابل‌کشی‌های ارتباطی داخل ساختمان مورد نظر آغاز می گردد. در واقع در این محل تجهیزاتی نصب می گردد که امکان ارتباط میان شبکهٔ ایجاد شده در داخل ساختمان و شرکت مخابرات را فراهم می‌سازد. این ارتباط می‌تواند از طریق خطوط تلفن، خطوط اجاره‌ای یا ... باشد.
- اتاق تجهیزات یا ارتباطات (Equipment or Telecommunication Room): منظور از اتاق‌های تجهیزات یا ارتباطات، به اتاق‌هایی گفته می‌شود که محل قرارگیری تجهیزات اصلی شبکه و همچنین تجهیزات مخابراتی می‌باشد. کلیه اتصالات اصلی در شبکه، در این اتاق‌ها انجام می‌گیرد. اغلب به این اتاق ها، اتاق MC یا Main Cross Room نیز گفته می‌شود.
- کابل‌کشی عمودی (Vertical Cabling): در هر طبقه از ساختمان به اتاقی نیاز است که تجهیزات اصلی مانند سوییچ و ... در آن قرار گیرد و کل کابل‌های کشیده شده در ساختمان با آن ختم شوند. این اتاق‌ها که با نام اتاق ER یا Equipment Room نیز شناخته می‌شوند، پس از اتاق MC مهم‌ترین محل در ساختمان (یا شبکه) می‌باشند. حال جهت ایجاد ارتباط میان این اتاق‌ها و اتصال آن‌ها به اتاق MC کابل‌کشی‌هایی باید انجام پذیرد. با توجه به اینکه این اتاق ا در طبقات مختلفی از ساختمان قرار دارند، کابل‌ها باید به صورت عمودی در بین طبقات کشیده شوند. این نوع کابل‌کشی، به کابل‌کشی عمودی معروف است و مهم‌ترین قسمت کابل‌کشی در شبکه می‌باشد.
- کابل‌کشی افقی (Horizontal Cabling): منظور از کابل‌کشی افقی، انجام کابل‌کشی میان تجهیزات داخل اتاق تجهیزات و پریزهای شبکه موجود در اتاق‌های کاری کاربران می‌باشد. این کابل‌کشی، از طریق داکت‌ها ، ترانک و مسیرهایی که بر روی دیوارها یا در سطح زمین نصب شده‌اند و همچنین در بعضی موارد از طریق مسیرهایی که از داخل کف کاذب  یا سقف کاذب عبور می‌کنند انجام می پذیرد.
- محیط کاری (Work Area): محیط کاری، به محوطه یا اتاقی گفته می‌شود که تجهیزات کاربران پایانی در آن قرار می‌گیرد. منظور از کاربران پایانی، همان کاربران شبکه می‌باشند که از طریق وسایل و ماشین‌های مختلف (مانند کامپیوترهای رومیزی، لپ‌تاپ، پرینتر، تلفن و ...) با شبکه ارتباط برقرار می نمایند. این اتاق (محیط) محل انجام اتصال میان ماشین‌های کاربران و پریزهای شبکه می‌باشد.به ازای هر سه متر فاصله یک پریز شبکه نصب گردد.

## مزایا

### ثبات و پایداری
در یک سیستم کابل‌کشی ساخت‌یافته، به دلیل رعایت استانداردها و اجرای کابل‌کشی بر طبق اصول و روش‌های تعیین شده از سوی سازمان‌های استانداردسازی شبکه، نیازی به ایجاد تغییرات مداوم در ساختار کابل‌کشی نمی باشد و این امر موجب می‌شود تا این سیستم ثابت مانده و پایداری آن در طی زمان حفظ گردد.

### پشتیبانی از تجهیزات سازندگان مختلف
چون در این ساختار، استانداردها تعیین‌کنندهٔ اصول و روش‌های کار می‌باشند، بنابراین هیچ گونه تضاد یا ناساز گاری در ساختار این سیستم دیده نخواهد شد. این بدین معناست که شبکه می‌تواند از تجهیزات تولید شده توسط سازندگان مختلف (چه تجهیزات نرم افزاری و چه سخت افزاری) حمایت نموده و بدون نیاز به تمرکز بر روی یک سازنده خاص (یا یک مارک خاص) به کار خود ادامه دهد.

### سادگی در جابجایی، اضافه کردن و ایجاد تغییر
همانگونه که گفته شد، سیستم کابل‌کشی ساخت‌یافته، از ساختاری کاملاً منطبق بر استانداردها  برخوردار می‌باشد. بنابراین در ابتدای طراحی و راه اندازی این سیستم هر گونه تغییر یا جابجایی در شبکه پیش‌بینی شده و امکان اضافه کردن  یا ایجاد تغییرات در آن فراهم میگردد.

### سادگی در عیب یابی
چون این ساختار به صورتی کاملاً منظم و اصولی پیاده‌سازی می گردد، عیب یابی  و کشف خطا نیز در آن بسیار ساده خواهد بود و کافی است که با انجام بررسی‌های ساده به مشکل مورد نظر دست یافت.

### پشتیبانی از کاربردهای آینده
در کابل‌کشی ساخت‌یافته، از کاربردهایی که در آینده ممکن است ایجاد شوند مانند کاربردهای چند رسانهای، ویدئو کنفرانسها و ... به راحتی و بدون نیاز به ارتقاء سیستم پشتیبانی می‌شود (زیرا در همان ابتدا این نیازها پیش‌بینی می‌شوند).

### جداسازی خطا
در کابل‌کشی ساخت‌یافته، شبکه به بلوکهایی تقسیم می‌شود. در صورت بروز مشکل در شبکه، هر بلوک به‌طور جداگانه تست می‌شود و خطایی که در شبکه رخ داده است کشف و برطرف میگردد. به عبارت دیگر، خطایی که در یک قسمت رخ می‌دهد فقط مربوط به همان قسمت می‌باشد و بر سایر قسمت‌ها تأثیری ندارد.

### کاهش هزینه‌ها
چون در  این نوع کابل‌کشی کلیه مراحل طبق استاندارد انجام می‌شود، نسبت به سیستم‌هایی که فاقد استاندارد می‌باشند، نیازی به صرف هزینه‌های زیاد بابت بروز مشکل در شبکه  یا ایجاد تغییرات در آن نیست و اصلی‌ترین هزینه زمانی پرداخت می‌شود که برای اولین بار سیستم طراحی و راه اندازی می گردد. پس از این مرحله، اکثر هزینه‌ها مربوط به نگهداری تجهیزات می‌باشد که این هزینه‌ها در قبال سیستم‌های فاقد استاندارد بسیار ناچیز می‌باشند.
--
طراحی و راه اندازی کابل‌کشی ساخت‌یافته، به وسیلهٔ مجموعه‌ای از استانداردها که کابل‌کشی مراکز داده، اداره‌ها و ساختمان‌های آپارتمانی را به کمک انواع کابل‌ها مشخص می نمایند، اداره می گردد. این استانداردها جهت انتقال داده‌ها ، صدا و تصویر به کمک کابل‌هایی مانند (Cat-5e (Category 5e)، CAT-6 (Category 6 ، فیبر نوری (Fiber Optic) و کانکتورهای مربوط به آن‌ها تعریف شده‌اند.
در واقع این استانداردها چگونگی ایجاد اتصال میان پریزهای شبکه و نقاط مرکزی شبکه را مشخص می نمایند. جهت انجام اتصال، کابل‌های موجود در اتاق‌های کاری ابتدا به پچ پنل (Patch Panel)‌های موجود در اتاق تجهیزات متصل شده (این پچ پنل‌ها معمولاً دارای عرضی به اندازه 19 اینچ می‌باشند و مطابق با رک‌های 19 اینچ ساخته می‌شوند)و سپس به کمک کابل‌هایی کوتاه (با نام پچ کرد PatchCord) به سوییچ شبکه یا سوییچ‌های تلفن متصل می گردد.
جهت برقراری ارتباط میان پچ نل و سوییچ، و همچنین بر قراری ارتباط میان کامپیوترهای کاربران و پریز شبکه، نیازمند کابلی از نوع مستقیم یا straight-through هستیم.(کابلی که در دو طرف آن دو کانکتور متصل شده و تمام رشته‌های آن به صورت یکسان و بدون تغییر در ترتیب رنگ به این کانکتورها وصل شده‌است )

## استانداردهای مرتبط با کابل کشی ساخت یافته
استانداردهای کابل کشی ساخت یافته، به صورت بین‌المللی استفاده می‌شوند و به وسیله سازمان‌هایی مانند ISO/IEC، CENELEC، ()TIA ,()BICSI منتشر می‌شوند.
- TIA-526-7: این استاندارد، میزان اُفت سیگنال‌ها در فیبرهای نوری تک حالته را اندازه‌گیری و مشخص مینماید و با نام OFSTP-7 نیز شناخته می‌شود. این استاندارد برای اولین بار در February 2002 منتشر شد.
- TIA-526-14-A: این استاندارد، میزان اُفت سیگنال‌ها در فیبرهای نوری چند حالته را اندازه‌گیری و مشخص مینماید و با نام OFSTP-14 نیز شناخته می‌شود. این استاندارد برای اولین بار در August 1998 منتشر شد.
- ANSI/TIA/EIA-568-B.1: این استاندارد(یا متمم)، نیازمندی‌های کلیِ یک سیستم کابل کشی را در ساختمان‌های تجاری مشخص می نماید. منظور از B.1، قسمت اول از این استاندارد می‌باشد. این استاندارد برای اولین بار در May 2001 منتشر شد.
- ANSI/TIA/EIA-568-B.1-1-2001: اولین ضمیمه(الحاقیه) به استاندارد ANSI/TIA/EIA-568-B.1 می‌باشد که حد اقل شعاع خمش برای 4 جفت سیم موجود در کابل‌های UTPو ScTP را مشخص می نماید. این ضمیمه در July, 2001 منتشر شد.
- TIA/EIA-568-B.1-2: این استاندارد، دومین ضمیمه به استاندارد ANSI/TIA/EIA-568-B.1 می‌باشد و نیازمندیهای سیستم اتصال به زمین (ارت-Earth) را برای کابل‌های بهم تابیده در کابل کشی افقی مشخص می نماید. این ضمیمه در February 2003 منتشر گردید.
- TIA/EIA-568-B.1-3: ضمیمه سوم به استاندارد ANSI/TIA/EIA-568-B.1 می‌باشد. در این ضمیمه به فاصله قابل تحمل توسط فیبرهای نوری و همچنین میزان تضعیف در کانال فیبر نوری (برای انواع کابل‌های فیبر نوری ) پرداخته می‌شود. این ضمیمه در February 2003 منتشر شد.
- TIA/EIA-568-B.1-4: ضمیمه جهارم به استاندارد ANSI/TIA/EIA-568-B.1 بوده و در آن به مسائلی مانند مشخصات کابل کشیِ کابل‌های CAT-6 و کابل‌های فیبر نوری چند حالته با قطر 50/125 میکرون (μm)که از امواج لیزر استفاده می نمایند پرداخته می‌شود. این ضمیمه نیز در February 2003 منتشر گردید.
- TIA/EIA-568-B.1-5: ضمیمه پنجم به استاندارد ANSI/TIA/EIA-568-B.1 بوده و به کابل کشی ارتباطاتی (مخابراتی)در محیطهای مخابراتی می‌پردازد. این ضمیمه در March 2004 منتشر گردید.
- TIA/EIA-568-B.2: این استاندارد، نیازمندی‌های کلیِ یک سیستم کابل کشی را در ساختمان‌های تجاری مشخص می نماید و اجزای سیستم کابل کشی با استفاده از کابل‌های بهم تابیده (Twisted Pairs) را مشخص مینماید. منظور از B.2، قسمت دوم از این استاندارد می‌باشد. این استاندارد برای اولین بار در December 2001 منتشر شد.
- TIA/EIA-568-B.2-1: اولین ضمیمه به استاندارد TIA/EIA-568-B.2 می‌باشد که به مشخصات عملکرد و انتقالِ کابل‌های بهم تابیدهٔ CAT6 در مقاومت 100 اُهم می‌پردازد. این ضمیمه در June 2002 منتشر شد.
- TIA/EIA-568-B.2-2: دومین ضمیمه به استاندارد TIA/EIA-568-B.2 بوده و در واقع اصلاحیه‌ای بر بندهای منتشر شده تا December 2002 می‌باشد. این ضمیمه در December 2002 منتشر شد.